# Grup de la monazita
El grup de la monazita és un grup de minerals de la classe dels fosfats que forma part del supergrup de la monazita. Rep el seu nom del grec monazein (estar sol) en referència a l'aïllament dels seus cristalls. Aquests minerals acostumen a aparèixer en forma de petits cristalls aïllats de color marró-vermell. Són, amb la bastnäsita, unes de les principals menes de les terres rares.
S'acostuma a emprar el terme monazita per als exemplars no classificats d'aquest grup. La gran majoria de la monazita és en realitat monazita-(Ce), ja que la resta de varietats són força rares.

## Membres del grup
El grup de la monazita és un grup de fosfats i arsenats d'estructura monoclínica, amb fórmula MTO₄, on M = terres rares (Th, Ca, Bi); T = P, As. Està compost pels següents minerals:

### Cheralita
La cheralita és el membre dominant del grup amb fórmula CaTh(PO₄)₂. És un mineral redefinit l'any 2007 que no s'ha de confondre amb la cheralita-(Ce), recentment desacreditada (idèntica a la monazita-(Ce) rica en calci).

### Gasparita-(Ce)
La gasparita-(Ce) és l'arsenat anàleg de la monazita-(Ce). El nom prové de Giovanni Gaspari, col·leccionista de minerals italià, qui va descobrir el mineral, i pel seu contingut dominant de ceri.

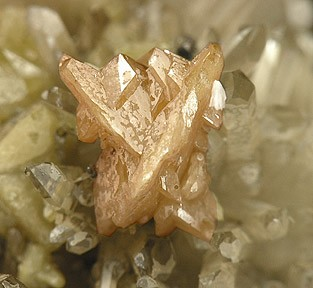
Monazita-(Ce)

### Monazita-(Ce)
La monazita-(Ce) és un mineral accessori àmpliament distribuït en roques ígnies granítiques i metamòrfiques gnèisiques, i a les sorres detrítiques derivades d'aquestes. La gran majoria de peces de monazita són monazita-(Ce).
La turnerita és una varietat de la monazita-(Ce) amb cristalls en forma de falca de color groc daurat a marró terrós.

### Monazita-(Gd)
La monazita-(Gd) és el membre del grup en el que predomina el gadolini, i va ser aprovada l'any 2022. Va ser descobert a Myanmar.

### Monazita-(La)
La monazita-(La) és el membre del grup en el que predomina el lantà. L'exemplar tipus prové del Kazakhstan.

### Monazita-(Nd)
La monazita-(Nd) és el membre del grup en el que predomina el neodimi.

### Monazita-(Sm)
La monazita-(Sm) és el membre del grup en el que predomina el samari. L'exemplar tipus prové del Canadà.

### Rooseveltita
La rooseveltita conté bismut, i rep el seu nom de Franklin Delano Roosevelt, 32è President dels Estats Units.